# Piperia yadonii
Piperia yadonii es una especie de orquídea terrestre perteneciente a la familia Orchidaceae. Son nativas del oeste de Norteamérica.
Es una especie de orquídeas endémica del hábitat costero en el norte del Condado de Monterey, California. En 1998 esta planta fue designada como una especie amenazada por el gobierno de Estados Unidos, la principal amenaza para su supervivencia continúa siendo el desarrollo de una creciente población humana y la pérdida de hábitat asociados. Uno de los hábitats de esta Piperia, la del Monte Forest, cerca de Monterey, California, es objeto de un juicio federal, basado en el estado de peligro de este organismo, junto con varias otras especies en peligro de extinción.
Estas flores silvestres pueden resistir en suspenso en un año determinado y no emerger por encima de la superficie del suelo de su subestructura tuberosa. Después de emerger las hojas en la primavera, se producen flores en espigas erguidas, cada flor tiene pétalos de color verde y blanco. Prefiere suelos arenosos, y subsiste con nutrientes intermedios que extrae de hongos asociados.
Junto con la mayoría de las otras orquídeas p. yadonii : (a) es una planta bisexual perenne que crece de tubérculos subterráneos, las frutas surgen de una cápsula con numerosas semillas diminutas, (b) el polen es pegajoso y es eliminado en sacos de anteras sésiles, y (d) el estigma está fusionado con su estilo en una columna. 

## Nombre común
- Inglés: Yadon’s Piperia

## Sinonimia
- Platanthera yadonii (Rand. Morgan & Ackerman) R.M. Bateman (2003)